# الحقاق

تعديل مصدري - تعديل

الحقاق هي إحدى حارات مدينة ذي السفال أحد مدن محافظة إب، بلغ تعداد سكانها 476 نسمة حسب تعداد اليمن لعام 2004.